# Campionato europeo femminile di pallacanestro Under-16 Division C 2011
Il Campionato europeo femminile di pallacanestro Under-16 2011 di Division C (noto anche come FIBA U16 Women's European Championship Division C 2011) si è svolto in Andorra ad Andorra la Vella.

## Squadre partecipanti
- Andorra
- Cipro
- Galles

- Gibilterra
- Malta
- Monaco

## Svolgimento

### Prima Fase

#### Gruppo A
| Pos | Squadra | G | V | P | PF  | PS  | DP   | Pt |
| --- | ------- | - | - | - | --- | --- | ---- | -- |
| 1   | Andorra | 2 | 2 | 0 | 140 | 36  | +104 | 4  |
| 2   | Malta   | 2 | 1 | 1 | 87  | 92  | −5   | 3  |
| 3   | Galles  | 2 | 0 | 2 | 39  | 138 | −99  | 2  |

| Andorra la Vella 25 luglio 2011 | Andorra | 66 – 23 | Malta |  |

| Andorra la Vella 26 luglio 2011 | Malta | 64 – 26 | Galles |  |

| Andorra la Vella 27 luglio 2011 | Galles | 13 – 74 | Andorra |  |

#### Group B
| Pos | Squadra    | G | V | P | PF | PS | DP | Pt |
| --- | ---------- | - | - | - | -- | -- | -- | -- |
| 1   | Cipro      | 2 | 2 | 0 | 0  | 0  | 0  | 4  |
| 2   | Monaco     | 2 | 1 | 1 | 0  | 0  | 0  | 3  |
| 3   | Gibilterra | 2 | 0 | 2 | 0  | 0  | 0  | 2  |

| Andorra la Vella 25 luglio 2011 | Monaco | 36 – 52 | Cipro |  |

| Andorra la Vella 26 luglio 2011 | Cipro | 60 – 25 | Gibilterra |  |

| Andorra la Vella 27 luglio 2011 | Gibilterra | 48 – 53 | Monaco |  |

### Seconda Fase

#### Quarti di Finale
| Andorra la Vella 28 luglio 2011 | Malta | 52 – 26 | Gibilterra |  |

| Andorra la Vella 28 luglio 2011 | Monaco | 70 – 25 | Galles |  |

#### Semifinali
| Andorra la Vella 29 luglio 2011 | Cipro | 39 – 14 | Malta |  |

| Andorra la Vella 29 luglio 2011 | Andorra | 63 – 40 | Monaco |  |

#### Finali
- 5º - 6º posto

| Andorra la Vella 30 luglio 2011 | Gibilterra | 74 – 23 | Galles |  |

- 3º - 4º posto

| Andorra la Vella 30 luglio 2011 | Malta | 49 – 45 | Monaco |  |

- 1º - 2º posto

| Andorra la Vella 30 luglio 2011 | Cipro | 49 – 61 | Andorra |  |

## Classifica finale
| Pos     | Team       |  |
| ------- | ---------- |  |
| Oro     | Andorra    |  |
| Argento | Cipro      |  |
| Bronzo  | Malta      |  |
| 4.      | Monaco     |  |
| 5.      | Gibilterra |  |
| 6.      | Galles     |  |